# Nanotecnologia de l'ADN

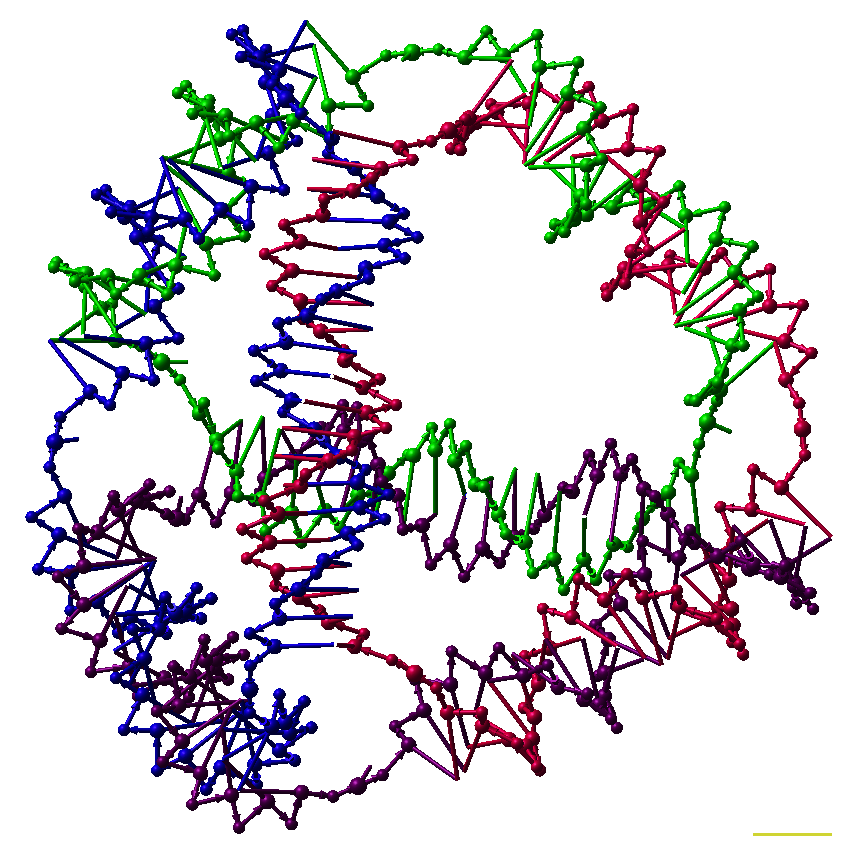
La nanotecnologia de l'ADN té l'objectiu de construir nanoestructures artificials i dissenyades a partir d'àcids nucleics, tals com aquest tetraedre d'ADN. Cada extrem del tetraedre correspon a una doble hèlix d'ADN de 20 parells de bases, mentre que cada vèrtex és una unió de tres braços.

La nanotecnologia de l'ADN és una branca de la nanotecnologia que utilitza les propietats del reconeixement molecular de l'ADN i altres àcids nucleics per a crear estructures artificials d'ADN dissenyades amb propòsits tecnològics. En aquest camp, l'ADN és utilitzat no tant com a portador d'informació genètica, sinó com a material estructural: n'és un exemple la bionanotecnologia. La nanotecnologia de l'ADN té aplicacions en l'autoacoblament molecular i en la computació basada en l'ADN.
Tot i que normalment, en el context de biologia molecular, l'ADN és considerat com el portador de la informació genètica en cèl·lules vives, la nanotecnologia de l'ADN considera l'ADN únicament com a material i producte químic, utilitzant-lo, en general, fora del context biològic. La nanotecnologia de l'ADN utilitza el fet que, degut a l'especificitat dels parells de bases del model de Watson-Crick, només les porcions de cadenes que són complementàries entre si s'uneixen per a formar dúplexs d'ADN. La nanotecnologia de l'ADN intenta fer unions entre diverses cadenes d'ADN a través del disseny racional de tal manera que les porcions desitjades de cada cadena s'uneixin en la posició correcta per a obtenir una estructura desitjada, un procés que s'anomena disseny d'àcids nucleics.
Tot i que el camp s'anomena nanotecnologia de l'ADN, els principis que predica poden ser igualment aplicats a altres àcids nucleics com poden ser l'ARN i l'APN. Per aquesta raó el camp també pot ser anomenat com nanotecnologia dels àcids nucleics.

## Conceptes fonamentals

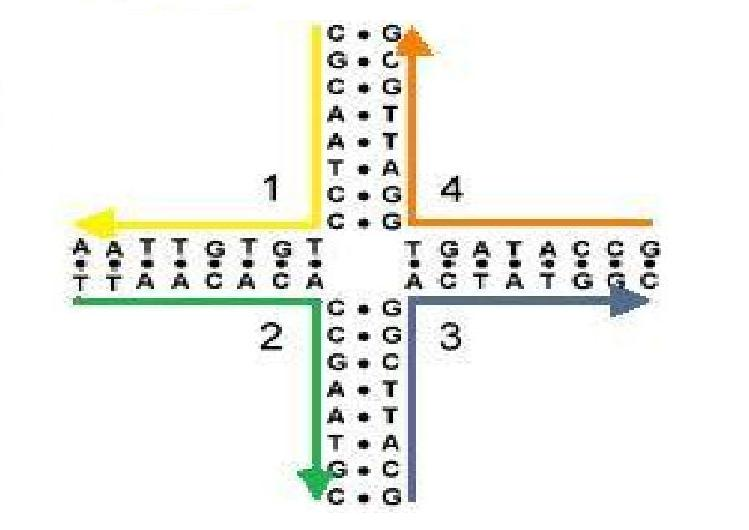
Aquestes quatre cadenes s'associen en un encreuament de quatre braços perquè aquesta estructura maximitza el nombre adequat de parells de bases, amb les adenines associades a les timina i les citosines associades a les guanines. Consulteu aquesta imatge per veure un model més realista dels encreuaments de quatre braços mitjançant la seva estructura terciària.

Una molècula de doble encreuament (DX). Aquesta molècula consisteix en cinc cadenes individuals de DNA que formen dos dominis de doble hèlix, a l'esquerra i la dreta d'aquesta imatge. Hi ha dos punts d'encreuament on les cadenes es creuen d'un domini a l'altre.

La nanotecnologia de l'ADN crea estructures complexes a partir dels àcids nucleics utilitzant l'especificitat de l'aparellament de bases en aquest tipus de molècules. L'estructura de la molècula d'àcid nucleic consisteix en una seqüència de nucleòtids, distingits per la base nitrogenada per la que estan formats. Les quatre bases que poden formar una molècula d'ADN són l'adenina (A), la citosina (C), la guanina (G) i la timina (T). Les molècules d'àcids nucleics tenen una gran especificitat, de tal manera que dues molècules s'uniran per a formar una estructura de doble hèlix només si les dues seqüències a unir tenen les bases nitrogenades complementàries, sempre tenint en compte que les adenines (A) només s'uneixen a timines (T) i les citosines (c) només s'uneixen a guanines(G). Com que la unió dels parells de bases correctes és energèticament favorable, s'espera que les cadenes d'àcids nucleics s'uneixin maximitzant el nombre de parells correctes. El fet que la seqüència de bases determini el patró d'unió i l'estructura global de la molècula, s'utilitza en el camp de la nanotecnologia de l'ADN on les seqüències són dissenyades artificialment de tal manera que l'estructura desitjada és la que, amb major probabilitat (com s'ha dit abans per un tema d'energies favorables) es formarà.
Gairebé totes les estructures en la nanotecnologia de l'ADN usen molècules d'ADN ramificat que continguin unions, a diferència de la majoria d'ADN biològic que està format per una doble hèlix lineal. Una de les estructures ramificades més senzilles, i la primera que es va sintetitzar artificialment, és la unió de quatre branques, que pot ser sintetitzada utilitzant quatre seqüències d'ADN complementàries ordenades segons la seqüència patró. A diferència de les unions de Holliday naturals, les unions immòbils artificials de quatre braços, tenen una seqüència de bases diferent a cada branca, el que implica que el punt d'unió està fixat en una certa posició.
Les unions poden ser utilitzades en molècules més complexes. Una de les unions més utilitzades, és la “doble creuada” o patró DX. Una molècula de DX es pot considerar com dos dúplex d'ADN posicionats paral·lelament amb dos punts d'encreuament on dues cadenes es creuen des d'un dúplex a l'altre. Cada punt d'unió és en si topològicament una cruïlla de quatre braços. Això fa que el patró DX sigui recomanable com a element estructural dels complexos d'ADN.

## Disseny
Les nanoestructures de l'ADN han de ser disseny racional de tal manera que les cadenes simples d'àcids nucleics s'uneixin formant les estructures desitjades. El procés de disseny d'aquestes nanoestructures sovint comença amb la concreció d'una estructura de destinació i/o una funció. En aquest moment l'estructura secundària general de la molècula objectiu es dissenya, el que significa que es dissenya la disposició de les cadenes d'àcid nucleic simples en el conjunt de l'estructura, i en quines proporcions aquestes cadenes haurien d'estar unides entre elles. L'últim pas és el disseny de l'seqüència d'ADN, és a dir, la concreció de les seqüències de bases de cada cadena d'àcids nucleics.

### Disseny estructural
El primer pas en el disseny de la nanoestructura d'un àcid nucleic és decidir com una estructura hauria d'estar representada per la unió específica de cadenes d'àcids nucleics. Aquest disseny, per tant, determina l'estructura secundària, i les sèries de parells de bases que mantenen les cadenes individuals unides en l'estructura desitjada. Hi ha diversos models que s'han portat a terme:
- Estructures basades en rajoles. Trenca les estructures en unitats més petites amb una unió forta entre les cadenes que contenen cada unitat, i una interacció relativament menor entre les unitats. Normalment s'usa per a fer enreixats, però també pot ser usada per implementar l'autoensamblatge algorítmic formant la plataforma base de la computació basada en ADN.[5]
- Estructures de plegament. Com a alternativa al model anterior, les estructures de plegament fan les nanoestructures a partir d'una única cadena llarga. Aquesta cadena llarga pot tenir una seqüència dissenyada de tal manera que es plegui sobre ella mateixa degut a interaccions internes o bé pot estar plegada en la forma desitjada utilitzant cadenes ‘grapa’ més curtes. Aquest últim mètode s'anomena origami de l'ADN i permet la creació de formes a una nanoescala, en 2 i 3 dimensions utilitzant l'ADN.[6]
- Unió cinètica. Recentment hi ha hagut un interès a controlar la cinètica de l'autoensamblatge d'ADN, de tal manera que la dinàmica transitòria pot estar també programada en l'ensamblatge. Aquest mètode també té l'avantatge d'operar isotèrmicament i, per tant, no requereix un aparellament termal, pas requerit en els diversos models termodinàmics.[7]

### Disseny de seqüència
Mentre que qualsevol dels enfocs anteriors serveixen per al disseny de l'estructura secundària d'una molècula objectiu, és necessària la concreció d'una seqüència de nucleòtids per a obtenir la formació d'una estructura desitjada. El disseny d'àcids nucleics, el camp central de a nanotecnologia de l'ADN, és un procés on s'assigna una seqüència específica de bases a cada cadena de tal manera que s'associï en la conformació desitjada. La majoria de mètodes busquen dissenyar una seqüència que tingui la mínima energia termodinàmica. Les estructures mal ensamblades tenen una energia superior i, per tant, són més desfavorables. Això està fet segons mètodes heurístics tals com ara la minimització de simetria de la seqüència i la teoria basada en l'apropament de la codificació, o bé utilitzant de manera explícita un aparellament de bases termodinàmic. Els models geomètrics també s'usen per a examinar les estructures terciàries de les nanoestructures i assegurar així que els complexos no estan sobretensionats. 
El disseny d'àcid nucleics té un objectiu similar al disseny de proteïnes: en ambdós casos, la seqüència de monòmers és dissenyada per afavorir un plegament desitjat o una estructura associada i per a desafavorir altres estructures. El disseny d'àcids nucleics té l'avantatge de ser un problema de programació molt més simple, ja que la simplicitat del sistema d'aparellament de bases de Watson-Crick comporta a simples mètodes heurístics que produeixen dissenys experimentals robustos. De totes maneres les estructures d'ADN són menys versàtils que les de proteïnes quant a funcionalitat. 

## Nanotecnologia de l'ADN estructural
La nanotecnologia de l'ADN estructural, a vegades abreviada com NAE o bé SDN (de l'anglès: Structural DNA nanotechnology), se centra a sintetitzar i caracteritzar complexos d'àcids nucleics i els seus materials amb diverses estructures a nanoescala. La nanotecnologia de l'ADN estructural està basada en el fet que les estructures tridimensionals d'ADN- l'àcid nucleic de doble hèlix- té una geometria robusta i molt definida que fa que sigui possible preveure i dissenyar estructures de molècules d'ADN més complexes. Moltes d'aquestes estructures han estat creades formant dues i tres dimensions, així com estructures periòdiques, aperiòdiques i discretes.

### Entramats periòdics
| Acoblament d'una matriu DX. A l'esquerra, es visualitza un diagrama esquemàtic. Cada barra representa un domini d'ADN de doble hèlix; les puntes dels extrems representen extrems d'unió complementaris. La molècula DX que hi ha a la part superior es combinarà amb la matriu bidimensional d'ADN situada a la part inferior de la imatge. A la dreta es mostra una imatge de microscopi de forces atòmiques de la matriu acoblada. Les rajoles individuals de DX són clarament visibles en l'estructura acoblada. La imatge comprèn 150nm d'un extrem a l'altre. |  | Acoblament d'una matriu DX. A l'esquerra, es visualitza un diagrama esquemàtic. Cada barra representa un domini d'ADN de doble hèlix; les puntes dels extrems representen extrems d'unió complementaris. La molècula DX que hi ha a la part superior es combinarà amb la matriu bidimensional d'ADN situada a la part inferior de la imatge. A la dreta es mostra una imatge de microscopi de forces atòmiques de la matriu acoblada. Les rajoles individuals de DX són clarament visibles en l'estructura acoblada. La imatge comprèn 150nm d'un extrem a l'altre. |
| Acoblament d'una matriu DX. A l'esquerra, es visualitza un diagrama esquemàtic. Cada barra representa un domini d'ADN de doble hèlix; les puntes dels extrems representen extrems d'unió complementaris. La molècula DX que hi ha a la part superior es combinarà amb la matriu bidimensional d'ADN situada a la part inferior de la imatge. A la dreta es mostra una imatge de microscopi de forces atòmiques de la matriu acoblada. Les rajoles individuals de DX són clarament visibles en l'estructura acoblada. La imatge comprèn 150nm d'un extrem a l'altre. |  | |

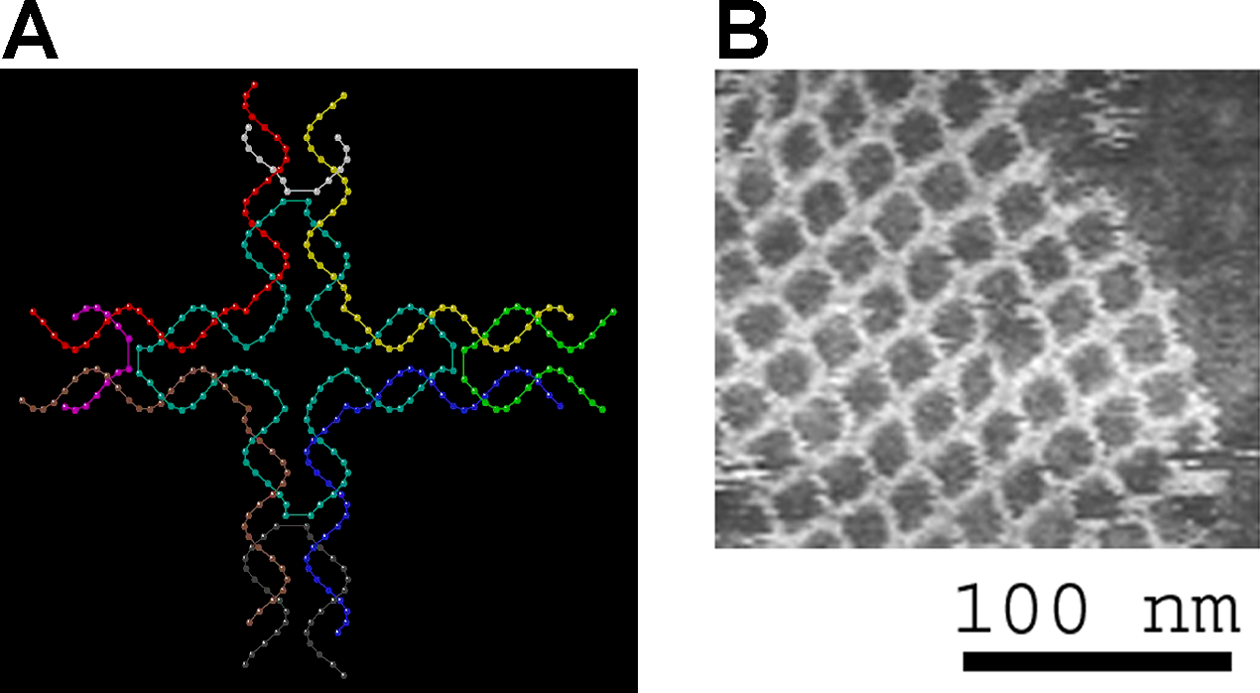
A l'esquerra, un model d'ADN emprat per construir un entramat periòdic bidimensional. A la dreta, un micrògraf de forces atòmiques de l'entramat acoblat.

Els assemblatges de petits àcids nucleics poden ser dotats d'extrems enganxosos per a combinar-los en una estructura bidimensional de dos entramats periòdics. El primer exemple d'això fou la sèrie del DX o molècula amb doble encreuament. Cada DX pot estar designat amb quatre extrems enganxosos, un a cada final dels dominis de la doble hèlix, i aquests extrems enganxosos poden ser dissenyats amb seqüències que fan que les unitats de DX es combinin segons un patró tessel·lat. D'aquesta manera formen extensions de fulla plana, com a cristalls rígids en dos dimensions d'ADN. 
Algunes matrius bidimensionals han estat sintetitzades a partir d'altres patrons com per exemple la matriu de la unió de Holliday en forma de rombe o bé diverses sèries basades en DX que utilitzen l'esquema de la doble cohesió. 
La creació d'un entramat de 3 dimensions a partir de l'ADN va ser un dels primers objectius de la nanotecnologia de l'ADN, però ha demostrat ser una de les més difícils de realitzar. No es va poder fer fins a l'any 2009 usant un motiu basat en el concepte de la tensegritat, un equilibri entre la tensió i la compressió de forces. 

### Nanotubs
A part de les fulles planes, les sèries de DX també es poden fer a partir de nanotubs buits de 4-20 nanòmetres de diàmetre. Aquests nanotubs d'ADN són d'alguna manera similars, en forma i mida als nanotubs de carboni, tot i que aquests últims són més forts i millors conductors, metre que els nanotubs d'ADN són més fàcilment modificables i connectables a altres estructures. Hi ha hagut múltiples esquemes de construcció de nanotubs d'ADN un dels quals utilitza la curvatura inherent de les rajoles de DX per a formar entramats DX que s'enrosquen sobre ells mateixos i es tanquen en forma de tub.  Un disseny alternatiu utilitza rajoles de cadena simple pels quals la rigidesa del tub és una propietat emergent. Aquest mètode també té l'avantatge que és capaç de determinar la circumferència del nanotub d'una forma senzilla i modular. 

### Poliedra
S'ha creat un nombre de molècules d'ADN de tres dimensions que tenen la connectivitat d'un poliedre com ara un cub o un octaedre. En altres paraules els dúplex d'ADN tracen les arestes d'un poliedre amb un encreuament d'ADN en cada vèrtex. Les primeres manifestacions d'ADN poliedra involucraven múltiples molècules d'ADN lligassa i en síntesi de fase sòlida en els passos per a crear poliedres concatenats.  Treballs més recents han estipulat que la síntesi de poliedra és molt més senzilla. Això inclou l'octaedre d'ADN creat a partir d'una llarga cadena única dissenyada per a plegar-se en la conformació correcta,  així com un tetraedre que pot estar produït per quatre cadenes d'ADN en un pas senzill. 

### Formes arbitràries

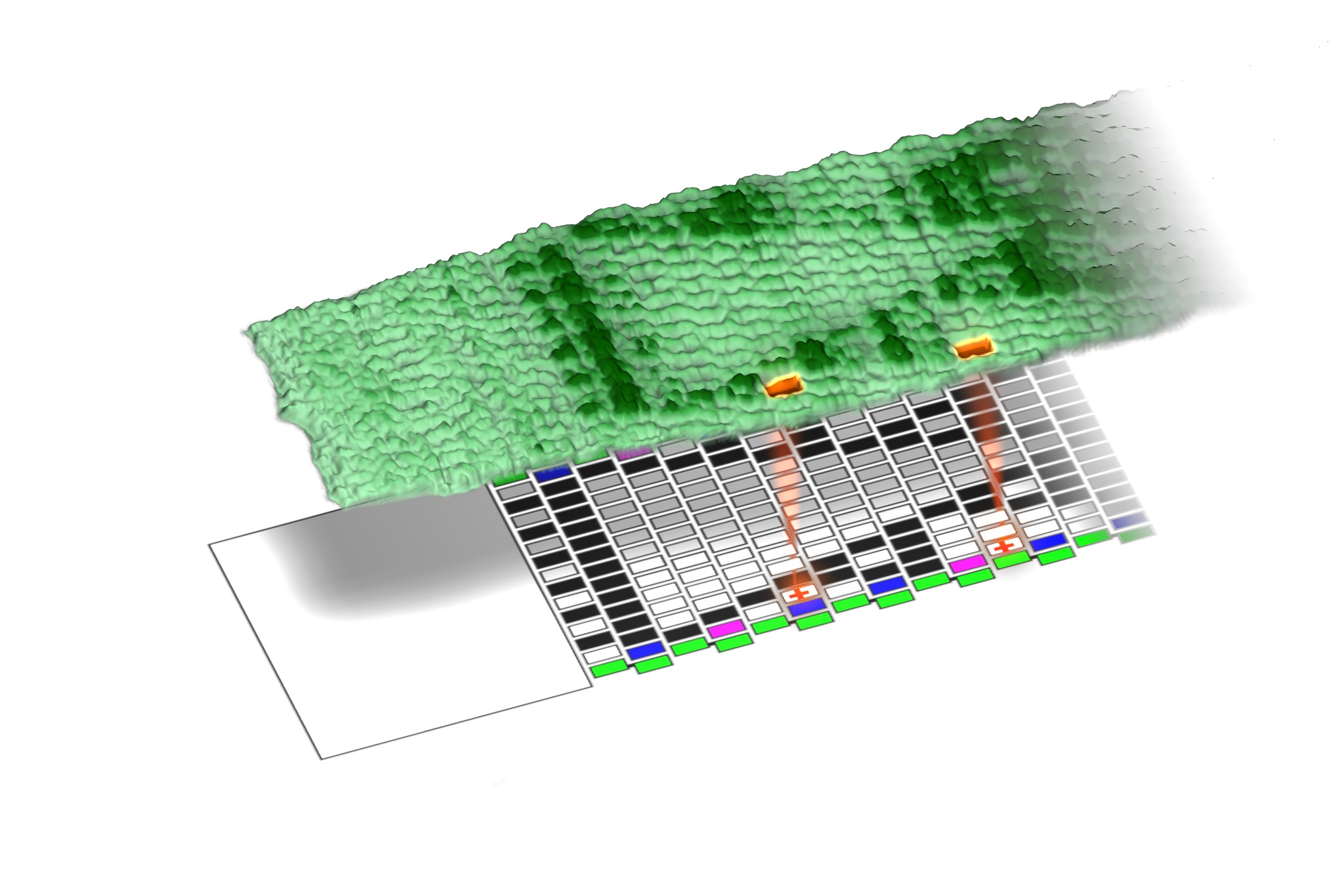
Autoacoblament de les rajoles d'ADN d'un triangle de Sierpinski, a partir d'una mostra obtinguda per la tècnica de l'origami de l'ADN.

Les nanoestructures de formes arbitràries normalment es construeixen seguint el mètode d'origami de l'ADN. L'origami d'ADN fa ús d'una llarga cadena vírica com a cadena "bastida", i per mètode computacional dissenya cadenes "grapa" més curtes que s'uneixen a porcions de la cadena "bastida" i la forcen a adquirir la forma desitjada. Aquest mètode ofereix facilitat de disseny, ja que la seqüència d'àcids nucleics ve predeterminada per la seqüència de la cadena "bastida", i aquesta no requereix un alt percentatge de puresa ni una estequiometria adequada, a diferència de la majoria dels altres mètodes de nanotecnologia del adn. L'origami d'ADN va ser demostrat primerament per a formes bidimensionals; altres dissenys posteriors incloïen la cara somrient o smileyface i un mapa de l'Amèrica del Nord. Més tard, el disseny es va estendre a formes tridimensionals sòlides.
Les estructures han estat construïdes amb cares bidimensionals que es pleguen en una forma global tridimensional, similar a la d'una caixa de cartró. Aquestes poden ésser programades per obrir-se i alliberar el seu contingut en resposta a estímuls, propietat que les fa potencialment útils en el camp de l'encapsulació molecular programable. 

## Nanoestructures funcionals dels àcids nucleics
La nanotecnologia de l'ADN se centra en la creació de molècules de funcionalitat i estructura preestablerta. La funcionalitat dinàmica inclou, tant l'acció de les molècules sobre la mateixa estructura de l'àcid nucleic –per exemple, mitjançant la computació i el moviment mecànic-, com la inclusió de nanopartícules amb funcions pròpies dins d'altres molècules. Fins ara s'han trobat molts tipus de sistemes funcionals.

### Nanoarquitectura
Nadrian Seeman va suggerir, per primera vegada l'any 1987,  la possibilitat d'utilitzar matrius d'adn com a plantilla per a l'acoblament d'altres molècules funcionals, però no ha estat fins a èpoques més recents que aquests projectes s'han portat a la pràctica. L'any 2006, un grup d'investigadors uniren covalentment nanopartícules d'or a una rajola de DX i mostraren que l'autoacoblament d'estructures d'ADN implicava l'acoblament de les partícules unides a l'ADN.  També aquell any, Dwyer i LaBean demostraren les lletres “D”, “N” i “A” construïdes sobre una matriu de DX 4X4 emprant estreptavidina;  treballant amb el mateix enfocament, també provaren un acoblament jeràrquic a escales majors (8X8 i 8,96 MD).  El 2007 es va mostrar un projecte d'allotjament no covalent, basat en l'ús de poliamides de Dervan sobre una matriu de DX per ordenar les proteïnes d'estreptavidina segons tipus específics de rajoles en la matriu de DNA. 
També s'ha mostrat un gran interès en l'ús de la nanotecnologia de l'ADN per acoblar dispositius electrònics a escala molecular. Amb aquesta finalitat, l'ADN ha estat emprat per acoblar nanotubs de carboni de paret única a transistors d'efecte camp. 

### Autoacoblament algorítmic

El triangle de Sierpinski, un objecte fractal.

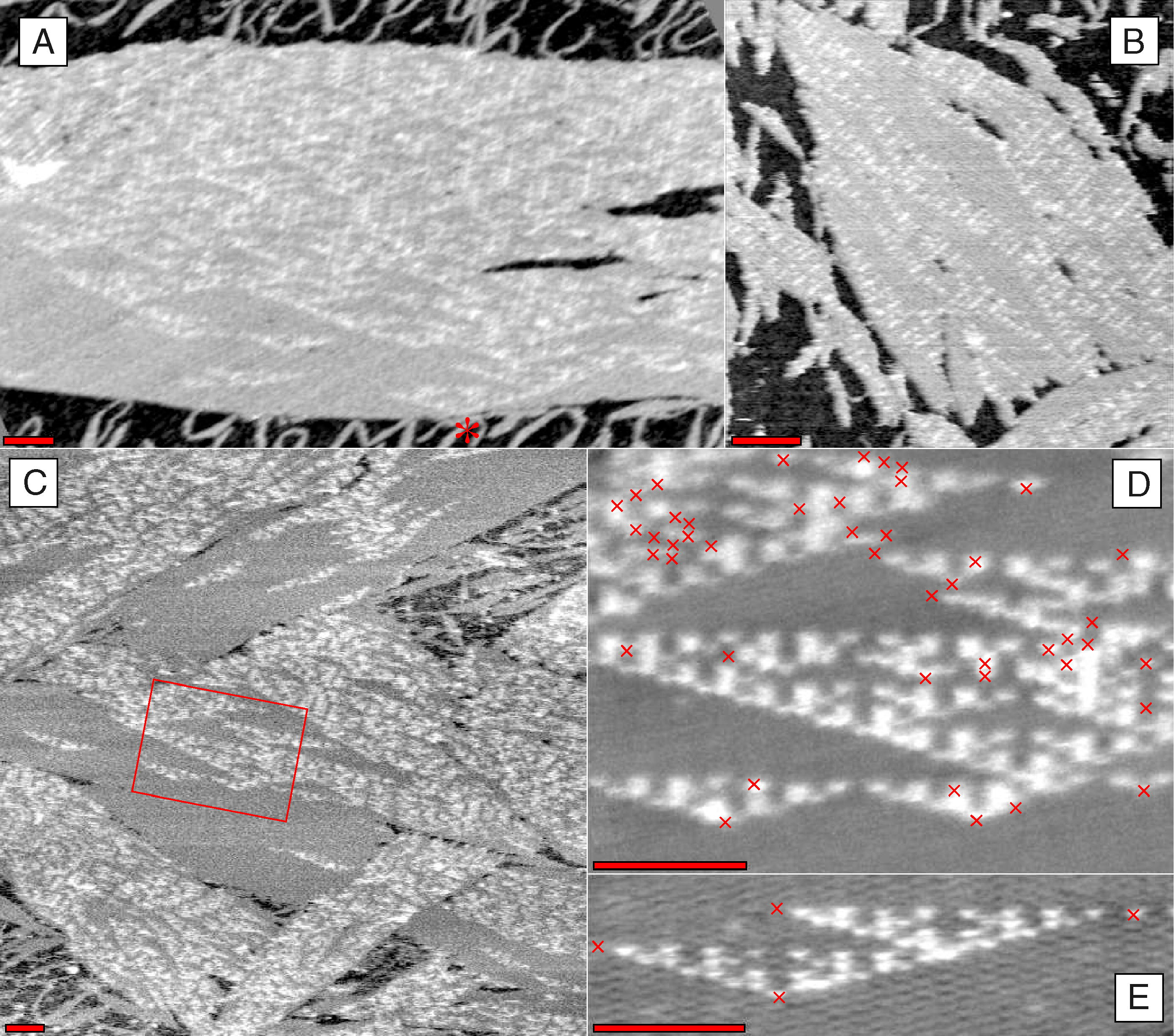
Sèries d'ADN que representen un triangle de Sierpinski a les seves superfícies.

La nanotecnologia de l'ADN ha estat aplicada al camp vinculat a la computació basada en l'ADN. Es poden escollir les seqüències finals d'unió de les rajoles DX, de manera que actuen com a rajoles de Wang i poden ser emprades en computació. S'han provat sèries DX l'acoblament de les quals codifica una disjunció exclusiva; això permet a la matriu d'ADN executar un autòmat cel·lular que genera un fractal anomenat triangle de Sierpinski.  Un altre sistema treballa com a comptador binari, mostrant una representació de nombres binaris en ordre creixent. Aquests resultats mostren que la computació pot ésser incorporada a l'acoblament de matrius de DNA, incrementant el seu abast més enllà de simples arranjaments periòdics.
Cal fer notar que la computació basada en l'ADN se superposa a la nanotecnologia de l'ADN, tot i ser diferents. Aquesta última utilitza l'especificitat de la complementarietat de bases de Watson i Crick per construir noves estructures d'ADN. Aquestes poden ser emprades per a la computació basada en l'ADN, encara que no necessàriament. A més, es pot dur a terme la computació de l'ADN sense necessitat d'utilitzar les classes de molècules produïdes per la nanotecnologia.

### Dispositius nanomecànics
S'han construït els complexos d'ADN de manera que canvien la seva conformació com a resposta a algun estímul. Aquests tenen aplicacions en nanorobòtica. També s'han dissenyat màquines d'ADN que ofereixen moviment de torsió. El primer dispositiu d'aquesta classe utilitzava la transició entre les formes B-ADN i Z-ADN com a resposta a un canvi en les condicions d'amortiment.  Aquesta dependència de les condicions d'amortiment, però, provocava que tots els dispositius canviessin d'estat simultàniament. Un sistema posterior, anomenat “pinces moleculars”, canviava d'un estat obert a un tancat basant-se en la presència de cadenes control, permetent la manipulació individual de múltiples dispositius en solució.  A aquest sistema el seguiria un altre fonamentat en la presència de cadenes control encarregades de passar d'una conformació paranemic-crossover (PX) a una conformació de doble unió (JX2). 
S'han construït nanomàquines d'àcids nucleics que ofereixen moviment direccional al llarg d'una via lineal, anomenades ADN walkers. En aquest camp, un gran nombre d'estratègies emprades per a automatitzar i controlar el moviment de l'ADN walker d'han dut a terme. Una de les estratègies emprades per a controlar el moviment dels ADN walkers al llarg de la pista, és la incorporació de cadenes control que han d'ésser afegides manualment com a seqüència. Una altra proposta es basa en l'ús d'enzims de restricció o d'ADN catalític per trencar les cadenes i provocar el moviment endavant del walker, que és capaç d'avançar autònomament. Un últim sistema proposava el moviment dels ADN walkers en una superfície bidimensional, en lloc de la via lineal individual, i demostrava la capacitat d'agafar i moure selectivament molècules cargo. D'altra banda, s'ha provat un walker lineal que dur a terme la síntesi de la plantilla de l'ADN, possibilitant, així, la síntesi química autònoma dirigida pel walker.

## Aplicacions
La nanotecnologia de l'ADN proporciona un dels pocs mètodes per dissenyar estructures complexes amb precisió a escala nanomètrica. El camp comença a descobrir aplicacions per solucionar problemes científics bàsics en biologia estructural i biofísica. Una d'aquestes aplicacions fa referència a la cristal·lografia, on les molècules difícilment cristal·litzen per elles mateixes i on, aplicant la nanotecnologia, podrien ser organitzades i orientades en un entramat tridimensional d'àcids nucleics, permetent la caracterització de la seva estructura. L'origami d'ADN també ha estat emprat per substituir cristall líquid en experiments d'acoblament dipolar residual en espectroscòpia mitjançant ressonància magnètica de proteïnes; la utilització de l'origami d'ADN constitueix un avantatge perquè, a diferència dels cristalls líquids, aquests són tolerants als detergents necessaris per a la suspensió de proteïnes de membrana a la solució. S'ha demostrat que l'ADN walker pot ser emprat a escala nanomètrica en la producció en cadena per moure nanopartícules i dirigir la síntesi química. A més a més, les estructures d'origami de DNA han estat summament útils en els estudis biofísics sobre funció enzimàtica i plegament proteic.
La nanotecnologia de l'ADN té un elevat potencial en aplicacions del dia a dia. Es creu que la capacitat dels àcids nucleics d'organitzar altres molècules pot ser molt útil en l'electrònica a escala molecular: l'acoblament d'un entramat d'àcids nucleics pot servir de plantilla per a l'acoblament d'elements d'electrònica molecular tals com cables electrònics. La nanotecnologia de l'ADN ha estat qualificada d'un tipus de matèria programable degut a l'ús de la computació en les propietats materials.
També existeixen potencials aplicacions de la nanotecnologia de lADN en la branca de la nanomedicina: s'utilitza la computació en format biocompatible per fabricar “fàrmacs intel·ligents” per a l'administració de fàrmacs dirigits. S'està investigant un sistema tal com aquest que utilitza una capsa buida d'ADN contenidora de proteïnes que indueixen l'apoptosi o mort cel·lular, i que únicament s'obre en les proximitats més immediates d'una cèl·lula cancerosa.

## Materials i mètodes
Les seqüències de les cadenes individuals d'ADN que serveixen per construir i acoblar les estructures diana són dissenyades mitjançant el mètode computacional, emprant simulació molecular i software de simulació termodinàmica. Una vegada les seqüències han estat dissenyades, les molècules d'àcid nucleic són sintetitzades mitjançant mètodes estàndards de síntesi d'oligonucleòtids. Aquest procés és automàtic si s'empra una màquina anomenada sintetitzador d'oligonucleòtids, i els àcids nucleics de seqüència personalitzada estan disponibles comercialment. Per a mètodes que necessiten cadenes pures de concentració coneguda, les cadenes d'àcid nucleic poden ser purificades mitjançant electroforesi en gel desnaturalitzant; les concentracions venen determinades per un dels mètodes de quantificació d'àcids nucleics utilitzant espectroscòpia d'absorbància ultraviolada.
Les estructures objectiu plenament formades es caracteritzen per electroforesi en gel nadiu, el qual proveeix informació sobre les dimensions i la forma de les molècules d'ADN. Un assaig de canvi en la correguda electroforètica pot indicar si l'estructura incorpora totes les cadenes individuals desitjades. El marcatge fluorescent i la transferència d'energia de ressonància de Förster (FRET) també s'empren per caracteritzar l'estructura de les molècules.
Les estructures d'àcids nucleics es poden visualitzar per microscòpia de forces atòmiques, una tècnica molt adequada per a estructures bidimensionals, però no aplicable a les tridimensionals a causa de la interacció que s'estableix entre l'objectiu del microscopi i la fràgil estructura dels àcids nucleics. Per a aquestes estructures s'utilitzen la microscòpia electrònica de transmissió i la criomicroscòpia electrònica. Els entramats tridimensionals de gran extensió són analitzats mitjançant cristal·lografia de raigs X.

## Història

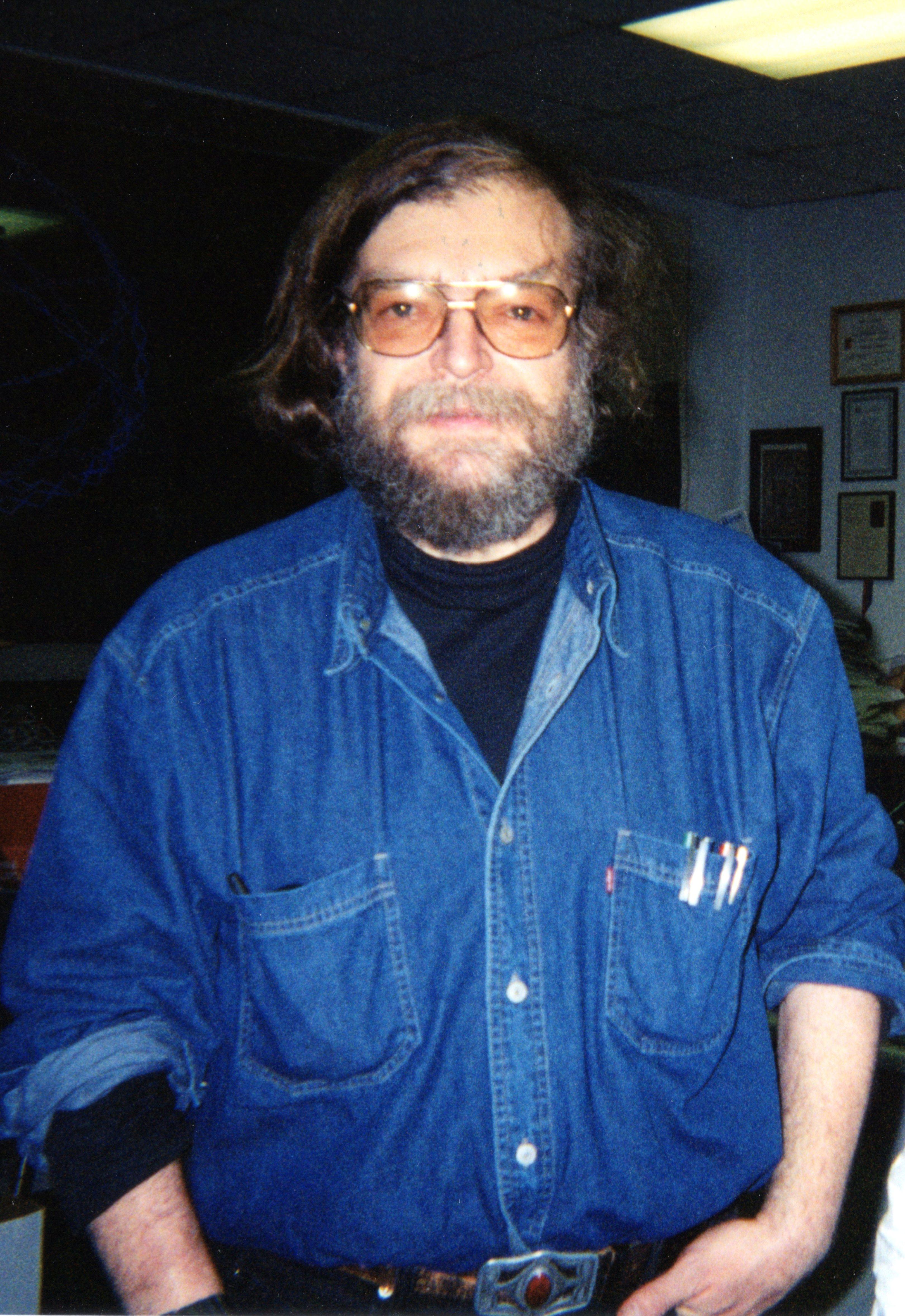
Nadrian Seeman, el fundador del camp de la nanotecnologia de l'ADN.

Nadrian Seeman ideà el concepte de nanotecnologia de l'ADN a començaments de la dècada dels vuitanta.  Originalment, Seeman es referia a un entramat tridimensional d'ADN per orientar molècules diana, una tècnica que havia de simplificar l'estudi cristal·logràfic mitjançant l'eliminació del complex procés d'obtenció de cristalls purs. Es creu que l'origen d'aquesta idea data de la tardor de 1980, quan Seeman s'adonà de les similituds entre Depth, un gravat en fusta de l'artista M. C. Escher, i un conjunt d'unions de sis braços de DNA. 
Amb aquest objectiu, el 1991 el laboratori de Seeman publicava la síntesi d'un cub d'ADN, el primer objecte tridimensional construït a escala nanomètrica, i mereixedor del FeynmanPrize in Nanotechnology de l'any 1995. A aquest el va seguir un octaedre truncat. No obstant això, aviat es va veure que aquestes molècules, unes figures poligonals amb unions flexibles als seus vèrtexs, no eren suficientment rígides per formar entramats tridimensionals de gran extensió. Seguidament, Seeman va desenvolupar el motiu estructural més rígid de doble creuament (DX) i, en col·laboració amb Erik Winfree, el 1998 va publicar la creació d'un entramat bidimensional de DX. L'any 2009, gairebé nou anys després d'iniciar els experiments, Seemanpublicava la síntesi d'un entramat tridimensional.
Aquest tipus d'estructura basada en rajoles tenia l'avantatge que permetia la implementació de la computació basada en l'ADN, una tècnica que havia estat demostrada el 2004 per Winfree i Paul Rothemund en el seu informe sobre l'autoensamblatge algorítmic d'una estructura de Sierpinski, el qual els va fer mereixedors del FeynmanPrize in Nanotechnology de 2006. Segons el punt de vista de Winfree, les rajoles DX podien ser emprades com a rajoles de Wang, fet que implicava que el seu ensamblatge permetés l'aplicació de la computació.
El 1999 Seeman dissenyà la primera màquina de l'ADN, capaç de canviar l'estructura d'aquest últim. Un any més tard Bernard Yuke demostraria teòricament un sistema millorat i que es convertiria en el primer dispositiu per àcids nucleics en fer ús del desplaçament de cadena mediat per punts de suport. El següent progrés va implicar traduir la demostració de Yuke en moviment mecànic; els anys 2004 i 2005, els equips de Seeman, NilesPierce, Andrew Turberfield i Chengde Mao demostrarien diversos sistemes d'ADN walker.
El 2006 Rothemund presentà per primer cop la tècnica de l'origami d'ADN, que permetia crear molècules d'ADN plegades de qualsevol forma d'una manera fàcil i rígida. Rothemund havia concebut conceptualment aquest mètode com a pont d'unió entre els entramats DX de Seeman, que emprava moltes cadenes curtes, i l'octaedre d'ADN de William Shih, que consistia eminentment en una única cadena molt llarga; l'origami d'ADN de Rothemund contenia una cadena llarga el plegament de la qual era facilitat per diverses cadenes curtes. Aquest mètode va permetre la creació d'estructures molt més llargues del que abans era possible i tècnicament menys complexes de dissenyar i sintetitzar. L'origami de l'ADN va ser l'article de portada de la revista Nature en l'edició del 15 de març de 2006. A la recerca de Rothemund per demostrar les estructures bidimensionals de l'origami de l'ADN, va seguir la demostració de l'origami de l'ADN sòlid i tridimensional a càrrec de Shih el 2009, mentre que els laboratoris de Jørgen Kjems i HaoYan van demostrar estructures tridimensionals buides construïdes a partir de cares bidimensionals.
Inicialment, la nanotecnologia de l'ADN, com a camp científic, va haver d'enfrontar-se amb cert escepticisme atesa la inusual absència d'ús biològic dels àcids nucleics com a material per construir estructures i realitzar computació, a més a més de la preponderància dels experiments de prova de concepte que estenien les capacitats dels camps però que estaven lluny de les aplicacions actuals. L'article transcendental de Seeman de 1991 sobre la síntesi de cubs d'ADN va ser rebutjat per la revista Science després que un crític l'elogiés per la seva originalitat i un altre el critiqués per falta de rellevància en termes de biologia. Tot i això, es considera que, a principis de 2010, el camp havia crescut fins al punt que les aplicacions per a la recerca en ciències bàsiques començaven a fer-se realitat, i les aplicacions pràctiques en medicina i altres camps començaven a ésser considerades factibles. A més, el camp va créixer des d'un nombre molt baix de laboratoris i de reduïda activitat el 2001, a gairebé 60 el 2010, fet que incrementà substancialment el nombre d'avenços en el camp de la nanotecnologia al llarg de la dècada.